# ウェストランド ワイバーン
ワイバーン
飛行するワイバーン S Mk.4
- 用途：艦上戦闘機、雷撃機
- 分類：攻撃機
- 設計者：ウィリアム・エドワード・ウィロゥビー・ペッター
- 製造者：ウェストランド社
- 運用者： イギリス海軍（艦隊航空隊）
- 初飛行：1946年12月16日
- 生産数：127機
- 運用開始：1953年
- 退役：1958年
- 運用状況：退役

ワイバーン（Westland Wyvern ）は、イギリスのウェストランド社が開発しイギリス海軍艦隊航空隊が運用した戦闘雷撃機。
愛称の「ワイバーン (Wyvern)」は、飛竜の意。

## 開発

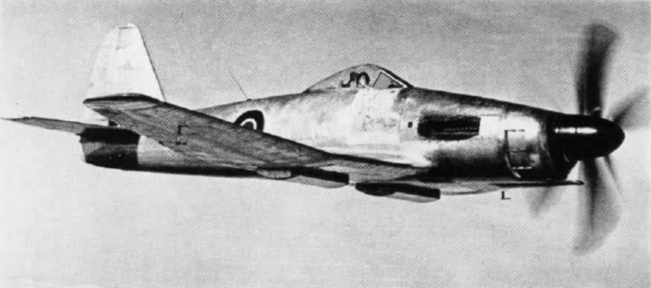
レシプロエンジンを搭載した初期試作機

本機は開発当初、ロールス・ロイス社製のレシプロエンジンであるイーグルを搭載して初飛行まで漕ぎ着け、量産型は同社製のターボプロップエンジンクライドを搭載する予定であった。しかしロールス・ロイス社がジェットエンジンエイヴォンの開発・生産に専念することとなり、搭載エンジンを急遽アームストロング・シドレー社製のパイソンに変更した。エンジンの変更によりギアボックスの設計を変更せざるを得なくなり開発は長期化してしまった。1949年にパイソンを搭載したワイバーンが初飛行したが、搭載エンジンの変更により重量が増加し、最大速度が低下してしまった。

## 配備と実戦参加
ワイバーンは1953年からブラックバーン ファイアブランドと交代する形で配備が開始され、1954年には完全にファイアブランドから更新された。
しかし、当時は既にジェット機の時代であり、エンジンの不調にも悩まされた事もあって唯一実戦に投入されたのは1956年に勃発したスエズ動乱で、HMSイーグル艦載の第830飛行隊のワイバーンが出撃し地上攻撃を行った。その後1958年に全機退役した。

## 各型
W.34 ワイバーン TF Mk.1
試作機
W.35 ワイバーン TF Mk.2
量産型だが実戦配備されず
W.38 ワイバーン T Mk.3
複座型練習機で1機のみ作製された。シリアルナンバーは VZ739
W.35 ワイバーン TF Mk.4（S Mk.4）
量産型。実際に部隊配備されたのはこの型のみ

## 諸元

ワイヴァーン TF / S Mk.4 三面図

出典: Data from Westland Aircraft since 1915
| 制式名称     | TF / S Mk.4                                                                         |
| ------------ | ----------------------------------------------------------------------------------- |
| 全幅         | 13.41m                                                                              |
| 全長         | 12.88m                                                                              |
| 全高         | 4.80m                                                                               |
| 翼面積       | 33.0m2                                                                              |
| 翼面荷重     | 291.0kg/m2                                                                          |
| 自重         | 7,076kg                                                                             |
| 正規全備重量 | 9,616kg                                                                             |
| 発動機       | アームストロング・シドレー パイソンターボプロップエンジン×1基（離昇出力3,560馬力）  |
| 最高速度     | 616km/h（海面上） 612km（高度3,048m）                                               |
| 上昇力       | 5,000mまで約7分00秒28                                                               |
| 上昇限度     | 8,500m                                                                              |
| 航続距離     | 1,465km                                                                             |
| 武装         | 翼内 イスパノ Mk.V・20mm機関砲4門（各翼2門）                                        |
| 爆装         | RP-3 アンダーロケット16発 ないし Mk.15/Mk.17魚雷1発 ないし 1361kg以内の爆弾/地雷1発 |

## 現存する機体
| 型名 | 番号  | 機体写真 | 所在地                | 所有者                 | 公開状況 | 状態     | 備考  |
| ---- | ----- | -------- | --------------------- | ---------------------- | -------- | -------- | ----- |
| TF.1 | VR137 |          | イギリス サマセット州 | イギリス海軍航空博物館 | 公開     | 静態展示 | [ 3 ] |